# Dominance budgétaire
La dominance budgétaire (ou dominance fiscale) est une situation où la politique monétaire est dépendante de la politique budgétaire, la première se conformant aux nécessités imposées par la seconde. Elle s'oppose à la dominance monétaire, situation où la politique budgétaire est en retrait et la politique monétaire se fixe ses propres objectifs.
La dominance budgétaire peut être une idéologie lorsqu'il est soutenu que l'aide apportée par la banque centrale à l'endettement public peut dispenser l’État sur le long terme d'une maîtrise de ses finances publiques. 

## Concept
La dominance budgétaire est une situation où la politique monétaire est essentiellement tournée vers le financement des dépenses budgétaires. Autrement dit, l’État impose ses vues à la banque centrale. Le concept de dominance budgétaire a été exploré par les grands travaux de Thomas Sargent et Neil Wallace en 1981. Ils montrent que dans un cadre de dominance budgétaire, l'inflation est monnaie courante car l’État force la main à la banque centrale pour qu'elle crée plus de monnaie.  
Une banque centrale dans une situation de dominance budgétaire consacre une part importante de son activité à améliorer les conditions de financement des États. Elle dispose pour cela de deux moyens. Premièrement, elle peut réduire les taux d'intérêt sur ses titres de dette publique par le biais de politiques monétaires non conventionnelles comme l'assouplissement quantitatif ou le contrôle de la courbe des taux. Deuxièmement, elle peut financer la dette monétairement, c'est-à-dire créer de la monnaie en créditant le compte du Trésor public.

## Histoire

### Japon
Le Japon se trouve, au début des années 2000, dans une situation où la Banque du Japon mobilise des instruments de politique monétaire non conventionnelle, dont notamment l'assouplissement quantitatif, pour assurer la soutenabilité de la dette publique japonaise. Masaaki Shirakawa a toutefois mis en garde les banques centrales contre ce qu'il considère comme le piège de la dominance budgétaire, après avoir quitté son poste de gouverneur.

### Zone euro
Les pays européens sont formellement sortis de la dominance budgétaire au moins en 1998, avec la création de la Banque centrale européenne. L'année précédente, le Pacte de stabilité et de croissance était adopté pour encadrer l'évolution des finances publiques. 
Toutefois, certains économistes comme Alain Beitone soutiennent que la zone euro est entrée dans une phase de dominance budgétaire à partir de 2013 et la crise de la dette publique grecque : la BCE a alors annoncé qu'elle ferait ce qu'il faudrait pour assurer la solvabilité des États. Agnès Bénassy-Quéré écrit que « comme la dominance budgétaire est un concept de long terme, il n'est pas facile de déterminer s'il y a eu une dominance budgétaire suite à la crise de 2008 », mais qu'un faisceau d'indices tend à accréditer la thèse d'un retour progressif vers la dominance budgétaire. Vítor Constâncio publie en 2020 un papier intitulé « Le retour de la politique budgétaire », dans lequel il soutient que le retour en force de la politique budgétaire comme instrument privilégié face aux crises a permis un retour de la dominance budgétaire.